# Équipe d'Irlande féminine de rugby à XV
 (janvier 2024).
Si vous disposez d'ouvrages ou d'articles de référence ou si vous connaissez des sites web de qualité traitant du thème abordé ici, merci de compléter l'article en donnant les références utiles à sa vérifiabilité et en les liant à la section « Notes et références ».
L'équipe d'Irlande féminine de rugby à XV est constituée par une sélection de joueuses de l'Irlande et de l'Irlande du Nord. Elle représente l'Irlande lors des compétitions internationales, notamment le Tournoi des Six Nations, la Coupe du monde et le WXV.

## Histoire
L'équipe d'Irlande féminine de rugby à XV joue son premier match international en 1993 contre l'équipe d'Écosse. L'année suivante, elle participe au tournoi mondial disputé en Écosse et termine à la septième place en battant le Japon lors du dernier match.
En 1996, l'Irlande participe au premier Tournoi britannique et gagne un match face au pays de Galles. Par la suite, elle enchainera une série de onze défaites dans cette compétition jusqu'au Tournoi des Cinq Nations 1999 et sera remplacée en 2000 par l'équipe d'Espagne. En 1998, elle termine à la dixième place de la Coupe du monde.
Les Irlandaises sont réintégrées au Tournoi lorsque celui-ci passe à six nations en 2002, mais leurs résultats sont toujours aussi pauvres avec cinq défaites. À la Coupe du monde, elles obtiennent leur plus mauvais résultat avec une quatorzième place. Les années suivantes, elles remportent quelques victoires dans le Tournoi et se placent huitièmes de la Coupe du monde 2006 en perdant de justesse contre l'Écosse (11-10) puis l'équipe d'Australie (18-14) lors des deux derniers matchs.
En 2009, l'Irlande termine troisième du Tournoi des Six Nations, son meilleur résultat depuis son retour, et se qualifie ainsi pour la Coupe du monde 2010. 
Lors de coupe du monde en 2017 organisée « à domicile », et après avoir fini deuxième du Six Nations, l'Irlande termine seulement à la huitième place de la compétition. La gestion humaine calamiteuse du groupe par le sélectionneur Tom Tierney est connue en interne. Adam Griggs lui succède.
En 2018, la fédération irlandaise recense 1300 joueuses senior et 2500 licenciées dans les catégories de jeunes, réparties dans 190 équipes. Dans son plan de développement, elle se fixe l'objectif de 5 000 joueuses, 6 500 jeunes et plus de 300 équipes à l'horizon 2023. En termes de résultats, l'IRFU vise une qualification à la Coupe du monde 2021 et une victoire dans le Six Nations. L'équipe finit troisième du Tournoi 2018. 
La progression sportive se fait attendre : dans le Six Nations, l'Irlande termine cinquième en 2019 puis troisième lors de l'édition tronquée de 2020. 
L'équipe sauve les apparences avec une troisième place au Tournoi 2021, disputée sur un format réduit après la pandémie de Covid-19.

### Qualification manquée et cuillère de bois: une équipe à la dérive, un secteur féminin délaissé
Le Six Nations 2022 est porteur d'espoir puisque les Irlandaises terminent devant l'Écosse et l'Italie. Mais troisième du tour de qualification avec notamment une défaite contre l'Espagne, l'Irlande échoue à se qualifier pour la Coupe du monde organisée en Nouvelle-Zélande en 2022 : c'est la seule équipe du Six Nations qui est absente. 62 joueuses actives ou retraitées signent une lettre ouverte adressée au gouvernement et demandant des changements profonds à la fédération. La fédération adresse des excuses officielles pour cet échec et annonce des investissements lourds pour les années à venir. Adam Griggs démissionne, il est remplacé par Greg McWilliams au mois d'octobre.
Tandis que les hommes réalisent un grand chelem, l'équipe féminine (avec des joueuses comptant en moyenne six sélections chacune) termine à la dernière place du Six Nations 2023 avec zéro point, le tout sur fond de polémique. En effet, en plein Tournoi, une enquête du Telegraph révèle le sexisme qui règne au sein de la fédération. Le cas le plus emblématique est celui d'un cadre fédéral qui aurait déclaré lors d'un diner officiel : « Qui en a quelque chose à f**tre du rugby féminin ? » (« Who gives a f**k about women’s rugby »). Mais le journal révèle surtout un manque de considération global de l'administration pour ses joueuses. Les conclusions de l'enquête sont appuyées par certains présidents de club, dont John Cronin, du Railway Union RFC, qui dispose d'une des plus grosses sections féminines du pays. Il décrit la direction fédérale comme « archaïque ». La fédération rejette vivement ces accusations, tandis que ses soutiens s'en prennent publiquement aux joueuses, profitant des mauvais résultats sportifs pour dire qu'elles feraient mieux de gagner des matchs avant de se plaindre. Toutefois le constat est clair : la politique fédérale fait fuir les joueuses irlandaises. La fédération refuse de proposer des contrats « hybrides » réclamés par les joueuses, contrats qui leur permettraient de concilier la pratique du rugby avec un emploi. Mais l'IRFU s'entête à ne proposer que des contrats à temps plein, et très insuffisants pour en vivre décemment. À titre d'exemple, Katie O'Dwyer a reçu une offre de 15 000 euros pour une saison, avec obligation de vivre à Dublin : elle est retournée à son emploi où elle gagnait quatre fois plus. De plus, ces contrats font parfois la joie des plus jeunes joueuses qui abandonnent alors leurs études pour se lancer dans le rugby : John Cronin, ainsi que des parents de joueuses, s'en inquiètent car ces filles n'auront aucune solution de repli si leur carrière prend un mauvais tour.
Avec cette dernière place au Six Nations, et dans une ambiance de crise, Greg McWilliams démissionne. 

### Scott Bemand pour tout reconstruire
Scott Bemand est le nouveau sélectionneur des Irlandaises. La dernière place du Six Nations vaut à l'Irlande une participation à la troisième division du WXV, organisé à Dubaï et qu'elle remporte. La capitaine Nichola Fryday ayant annoncé se retraite internationale à seulement 28 ans, pour se consacrer à son club et sa carrière hors rugby, la tache est désormais partagée entre Sam Monaghan et Edel McMahon.
Dans un bilan à tempérer au vu de la crise liée à la pandémie de Covid-19 qui a profondément chamboulé le paysage sportif mondial, l'IRFU n'a atteint aucun des objectifs fixés dans son plan de développement 2018-2023. La progression du nombre de licenciées reste toutefois remarquable puisque l'Irlande compte désormais 3 212 joueuses adultes par rapport aux 1 300 de l'avant-Covid.
Pour le Tournoi 2024, Bemand convoque 35 joueuses, dont huit qui n'ont jamais joué au niveau international. Lors de la deuxième journée face à l'Italie (21-27), l'Irlande bat son record d'assistance avec 6 605 spectateurs présents à la RDS Arena. Un mois plus tard, le record tombe à nouveau pour la réception de l'Écosse : 7468 spectateurs se pressent à Ravenhill pour voir leur équipe s'imposer et se qualifier pour le WXV1 et la Coupe du monde.
En début de saison 2024-2025, la fédération irlandaise met 37 joueuses sous contrat et Dorothy Wall rejoint le championnat anglais. La bonne dynamique sportive est maintenue durant le WXV puisque les Irlandaises battent contre toute attente les Black Ferns et se classent deuxièmes derrière l'Angleterre. Au terme de la compétition, l'Irlande atteint la sixième place du classement World Rugby, alors qu'elles étaient dixièmes douze mois plus tôt. Les résultats du Six Nations 2025 sont bons mais gâchés par une défaite en Écosse lors de la dernière journée. Au cours du Tournoi, l'équipe perd successivement Erin King et Dorothy Wall, toutes deux forfait pour la Coupe du monde, tandis qu'Aoife Wafer est incertaine.

## Palmarès

### Détail du palmarès
- Tournoi des Six Nations 2013 (Grand Chelem) et 2015.
- WXV3 2023.

### Parcours en Coupe du monde
| Édition | Organisateur     | Place             |
| ------- | ---------------- | ----------------- |
| 1991    | Pays de Galles   | n'a pas participé |
| 1994    | Écosse           | 7e                |
| 1998    | Pays-Bas         | 10e               |
| 2002    | Espagne          | 14e               |
| 2006    | Canada           | 8e                |
| 2010    | Angleterre       | 7e                |
| 2014    | France           | 4e                |
| 2017    | Irlande          | 8e                |
| 2021    | Nouvelle-Zélande | non qualifiée     |
| 2025    | Angleterre       |                   |